# Gianni Dagnino
Giovanni Battista Dagnino, detto Gianni (Genova, 9 gennaio 1926 – Genova, 3 febbraio 1995), è stato un politico italiano.

## Biografia
Esponente della Democrazia Cristiana, venne eletto alla Camera dei deputati nel 1963 e confermato nel 1968. Si dimise nel 1970 a seguito della sua elezione al Consiglio regionale della Liguria, venendo sostituito da Ettore Spora. Fu il primo presidente della Liguria in carica dal settembre 1970 all'aprile 1975.
Morì il 3 febbraio 1995 all'età di 69 anni.